# 584 Semiramis
584 Semiramis је астероид главног астероидног појаса са пречником од приближно 54,01 .
Афел астероида је на удаљености од 2,927 астрономских јединица (АЈ) од Сунца, а перихел на 1,818 АЈ.
Ексцентрицитет орбите износи 0,233, инклинација (нагиб) орбите у односу на раван еклиптике 10,727 степени, а орбитални период износи 1335,367 дана (3,656 године).
Апсолутна магнитуда астероида је 8,71 а геометријски албедо 0,198.
Астероид је откривен 15. јануара 1906. године.